# La vita davanti a sé (film 2020)
La vita davanti a sé è un film del 2020 diretto da Edoardo Ponti.
La pellicola è l'adattamento cinematografico del romanzo omonimo del 1975 scritto da Romain Gary, già portato sul grande schermo col film del 1977.

## Trama
Bari. Madame Rosa, ex prostituta, è un'anziana donna ebrea sopravvissuta all'Olocausto che ospita bambini figli di prostitute nella propria casa. Su insistente richiesta da parte del suo fidato medico dottor Cohen, Rosa ospita Momò, un turbolento orfano di origine senegalese. Inizialmente il loro rapporto è piuttosto conflittuale, in quanto i due sono diversi per molteplici aspetti: una notevole differenza di età, due diverse etnie e religioni. Momò in città frequenta persone tutt'altro che affidabili, e si trova infatti molto presto a lavorare per uno spacciatore. Passano i mesi e tra madame Rosa e Momò il rapporto cambia, la relazione turbolenta si trasforma in un'inaspettata e profonda amicizia: i due si affezionano l'uno all'altra, esprimendo un istinto protettivo reciproco e rendendosi conto di essere anime affini, legate da un destino comune che cambierà le loro vite per sempre.
Madame Rosa inizia però ad avvertire continui mancamenti, che col passare del tempo si presentano sempre più frequentemente. Il dottor Cohen si rende conto che la mente della donna non è più lucida come prima e in seguito all'ennesimo malore viene ricoverata in ospedale, sebbene ella avesse sostenuto di non voler ricevere cure in tali strutture. Momò capisce in questo momento quanto tenga a madame Rosa e decide quindi di rompere ogni rapporto con i malviventi. Una sera si reca in ospedale e, di nascosto dal personale sanitario, riesce a portare con sé madame Rosa: i due fanno ritorno a casa, nascondendosi nella cantina del palazzo, riuscendo così a sfuggire all'inevitabile visita dei carabinieri in cerca della donna scomparsa dall'ospedale. Madame Rosa alterna momenti di lucidità a momenti di assenza, finché il suo cuore cessa di battere e Momò viene sorpreso insieme al corpo senza vita della donna da Lola, una prostituta transessuale amica di madame Rosa. Il giorno del funerale Momò si trova insieme ai conoscenti di madame Rosa attorno alla sua tomba, consapevole di aver perso un'amica che gli ha fatto riscoprire la vita.

## Produzione
Le riprese del film, svolte a Bari, sono terminate nell'agosto 2019.

## Promozione
Il primo trailer del film è stato diffuso il 21 ottobre 2020, accompagnato dal singolo Io sì (Seen), interpretato da Laura Pausini e composto da Diane Warren.

## Distribuzione
Il film, che doveva essere distribuito il 3, 4 e 5 novembre 2020 nelle sale cinematografiche italiane, poi chiuse a causa della pandemia di COVID-19, è stato distribuito sulla piattaforma Netflix a partire dal 13 novembre 2020.

## Accoglienza

### Critica
Wesley Morris e A. O. Scott, critici del New York Times, hanno inserito Sophia Loren nella lista delle migliori interpretazioni del 2020, posizionandola al sesto posto.

## Riconoscimenti
- 2021 - Premio Oscar[6]
  - Candidatura per la migliore canzone per Io sì (Seen) (musiche di Diane Warren, testo di Diane Warren e Laura Pausini)
- 2021 - Golden Globe[7][8]
  - Migliore canzone originale a Diane Warren, Laura Pausini e Niccolò Agliardi (per Io sì (Seen))
  - Candidatura per il miglior film in lingua straniera
- 2020 - Chicago Indie Critics Awards[9]
  - Candidatura per il miglior film straniero
- 2020 - Houston Film Critics Society[10]
  - Candidatura per la miglior canzone originale (per Io sì (Seen))
- 2021 - Alliance of Women Film Journalists
  - Premio speciale come miglior attrice a Sophia Loren
- 2021 - Capri, Hollywood - The International Film Festival[11]
  - Miglior attrice a Sophia Loren
  - Miglior sceneggiatura non originale a Ugo Chiti e Edoardo Ponti
  - Miglior canzone (per Io sì (Seen))
  - Premio umanitario
- 2021 - Critics' Choice Awards[12]
  - Candidatura per il miglior giovane interprete a Ibrahima Gueye
  - Candidatura per il miglior film straniero
  - Candidatura per la miglior canzone (per Io sì (Seen))
- 2021 - David di Donatello[13][14]
  - Migliore attrice protagonista a Sophia Loren
  - Candidatura per la migliore canzone originale (per Io sì (Seen))
- 2021 - Hawaii Film Critics Society[15]
  - Miglior film in lingua straniera
  - Candidatura per la miglior canzone (per Io sì (Seen))
- 2021 - Kansas City Film Critics Circle Awards
  - Candidatura per il miglior film straniero
- 2021 - Nastro d'argento[16]
  - Nastro di platino '75 a Sophia Loren[17]
  - Migliore canzone originale (per Io sì (Seen))[18]
  - Candidatura per il miglior regista a Edoardo Ponti
  - Candidatura per la migliore scenografia a Maurizio Sabatini
- 2021 - North Dakota Film Society
  - Candidatura per la migliore attrice a Sophia Loren
- 2021 - Premio Flaiano[19]
  - Miglior regia a Edoardo Ponti
  - Premio della presidenza a Ibrahima Gueye
- 2021 - San Diego Film Critics Society Awards[20][21]
  - Miglior film in lingua straniera
- 2021 - Satellite Awards[22][23]
  - Miglior canzone originale (per Io sì (Seen))
  - Candidatura per la migliore attrice in un film drammatico a Sophia Loren
  - Candidatura per la migliore sceneggiatura non originale a Edoardo Ponti